# Villa Decius

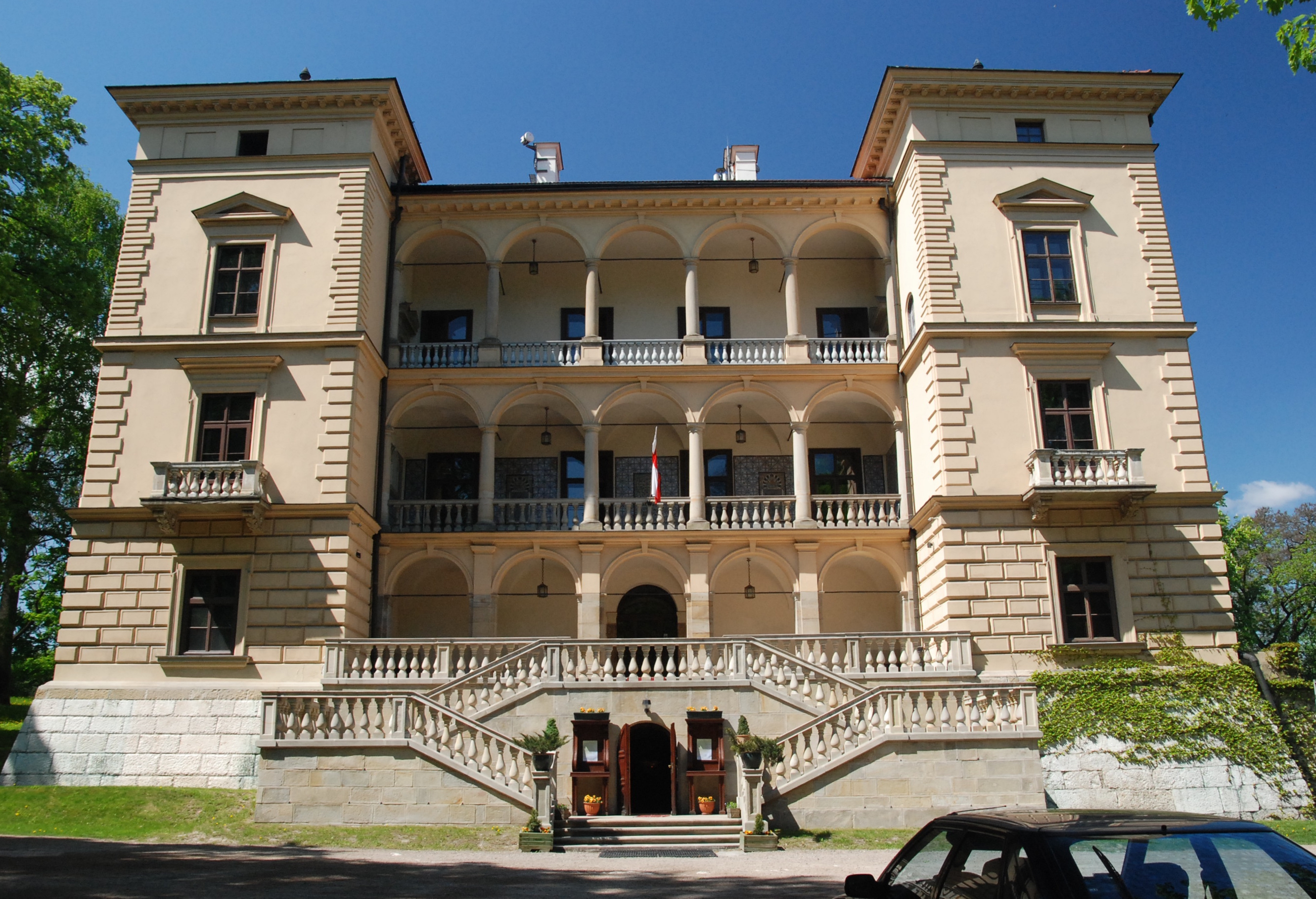
Die Villa Decius im Jahr 2009

Die Villa Decius (polnisch Willa Decjusza) in Krakau ist eine Renaissance-Villa an der ul. 28 Lipca 1943 17a am Wolski-Wald im Stadtteil Wola Justowska.

## Geschichte
Die Villa wurde in den Jahren von 1530 bis 1540 für den königlichen Bankier Jost Ludwig Dietz erbaut. Der Architekt der Villa ist unbekannt, wenn auch Giovanni Cini oder Bernardino Zanobi de Gianotis in Frage kommen. 1590 erwarb Sebastian Lubomirski die Villa. Sein Sohn Stanisław Lubomirski ließ die Villa von Maciej Trapola ausbauen. Eigentümer der Villa waren danach die Adelsgeschlechter Sanguszko, Morzkowski, Wielowiejski, Ledóchowski und Czartoryski. Letztere ließen die Villa von Tadeusz Stryjeński wieder in den ursprünglichen Renaissance-Zustand versetzen.
Während des Ersten Weltkriegs wurde die Villa in eine Kaserne und während des Zweiten Weltkriegs in eine Polizeiwache umfunktioniert. In der Zeit nach dem Krieg diente es u. a. als Tuberkulose-Station. Seit den 1970er Jahren stand das Gebäude leer und verfiel zusehends. 1990 ging es in den Besitz der Stadt Krakau über. Bis 1996 wurde das Gebäude umfassend restauriert. Seither werden die repräsentativen Räume u. a. für standesamtliche Trauungen genutzt. Seit 2019 ist die Villa Sitz des „Villa Decius Kulturinstituts“, das u. a. politisch verfolgten Künstlern Unterkunft gewährt sowie Aufenthalts-Stipendien an Schriftstellerinnen und Schriftsteller vergibt.